# حساب تجاري
الحساب التجاري هو نوع من الحسابات المصرفية يتيح لأصحاب الأعمال التجارية استقبال المدفوعات من خلال عدة طرق تشمل في العادة بطاقات السحب المباشر وبطاقات الائتمان. يُفتتح الحساب التجاري بموجب اتفاقية تُبرم بين معتمد الحوالات وبين بنك المشتري بشأن تسوية معاملات البطاقة البنكية. في بعض الأحيان قد تكون بعض الجهات الأخرى طرفًا في تلك الاتفاقية، مثل مجهزي المدفوعات ومنظمات المبيعات المستقلة ومزدوي الخدمات التجارية. سواء وافق التاجر على تلك الاتفاقية مباشرة عن طريق إنشاء حساب بنكي، أو ضمنيًا عن طريق شركة موكلة بتقديم خدمات البنك، يُلزم التاجر في إطار تلك الاتفاقية باتباع تنظيمات التشغيل المفروضة من قبل اتحاد البطاقات الائتمانية.

## طرق معالجة بطاقات الائتمان
في الوقت الحاضر تُرسل معظم تعاملات البطاقات الائتمانية إلكترونيًا إلى بنك تجاري مسؤول عن عملية تصريح المعاملة وإتمامها وإيداع المستحقات. توجد عدة طرق مختلفة لإدخال مبيعات بطاقات الائتمان في الشبكة: سحب شريط البطاقة الممغنط وقراءته من خلال قارئ بطاقات ائتمانية، أو قراءة بيانات الشريحة الإلكترونية (التي تُعرف بشرائح الإي إم في)، أو إدخال بيانات البطاقة يدويًا في جهاز قارئ البطاقات أو الحاسوب أو على موقع إلكتروني. ما تزال طرق الدفع البدائية (مثل إرسال إيصالات بطاقات الائتمان إلى البنك التجاري عبر البريد، أو الإتصال بوحدة رد آلي عبر الهاتف) مستخدمة في الوقت الحاضر، لكن طرق الدفع الإلكترونية تطغى عليها. تعتمد الطرق البدائية على استمارات ورقية وجهاز يدوي لطباعة بيانات البطاقة على تلك الاستمارات.

### قارئ بطاقات الائتمان

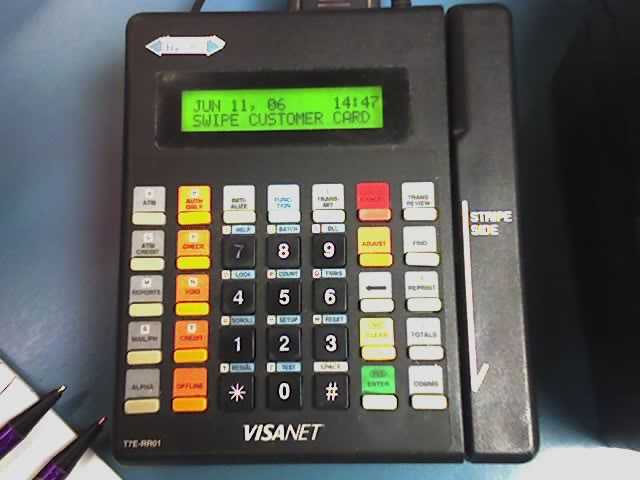
قارئ بطاقات ائتمان

قارئ بطاقات الائتمان: هو جهاز إلكتروني قائم بذاته يتيح للتاجر سحب بيانات بطاقة الائتمان أو إدخالها إلى جانب أي بيانات إضافية لإتمام المعاملة. يمكن ربط الجهاز بشبكات نقاط البيع، ويحتوي في العادة على لوحة مفاتيح ووحدة اتصال شبكي، وقد يحتوي أيضًا على طباعة مدمجة لطباعة الإيصالات للزبائن.

### وحدة الرد الآلي
تسمح وحدة الرد الآلي بإدخال بيانات البطاقة يدويًا وإتمام المعاملة عن طريق هاتف أرضي أو خلوي. في العادة يطبع التاجر بيانات بطاقة الزبون باستخدام آلة نسخ يدوية لطباعة فاتورة الزبون بالإضافة إلى نسخة يحتفظ بها التاجر، ثم يختتم التاجر المعاملة لحظيًا عن طريق الهاتف.

### بوابة الدفع
عبارة عن خدمة تجارة إلكترونية تسمح بإرسال المدفوعات إلى جهات العمل الإلكترونية وتجار التجزئة عبر الإنترنت. وهي خدمة مكافئة لأجهزة نقاط البيع المتوفرة في معظم متاجر التجزئة المحلية. في العادة يُعد مزود الحسابات التجارية جهة منفصلة عن بوابة الدفع. وقد يمتلك بعض مزدوي الحسابات التجارية بوابات دفع خاصة بهم، ولكن معظم الشركات تستعين ببوابات الدفع الخاصة بأطراف أخرى مستقلة. في العادة تعتمد بوابة الدفع على آليتين: أ) نقطة بيع افتراضية تسمح للتاجر بالولوج إلى حسابه بطريقة آمنة وإدخال بيانات بطاقات الائتمان، أو ب) ربط موقع التاجر الإلكتروني ببوابة الدفع عن طريق واجهة برمجة التطبيقات، ما يتيح إتمام المعاملات المالية على موقع التاجر الإلكتروني في الحال.

## معالجة من المستوى 2 أو 3 – بطاقات الشراء
تُفرض بعض الرسوم على المعاملات التي تتم بين جهات العمل التجارية وبين بعضها أو بين الجهات الحكومية وبين جهات العمل التجارية، وتندرج تلك الرسوم إلى ثلاثة أقسام من ناحية طريقة المعالجة: المستوى 1، والمستوى 2، والمستوى 3. يتسم المستوى 1 بأعلى نسبة رسوم، بينما يتميز المستوى 3 بأقل نسبة. يشير المستوى 3 إلى إرسال بيانات المعاملة والبيانات المتضمنة في الإيصال ورقم الشراء والكمية وبيانات أخرى إلى الجهة المانحة للبطاقة. أما المستوى 2 فيشير إلى إرسال بيانات الضرائب إلى جانب الإيصال ورقم الشراء فقط. تفرض كل من الفيزا والماستركارد رسوم تحويل بنسبة أكبر في حالة المعاملات التجارية التي تتم دون إرسال بيانات من المستوى 3. تُدفع تلك الرسوم قبل إضافة رسوم مزود الخدمة، وقد تتراوح نسبتها من 0.8% إلى 1.5%.
تخضع المعاملات الحكومية التي تتخطى 5,984.61 دولار، أو المعاملات التجارية التي تتخطى 8,725 دولار إلى رسوم المشتريات الباهظة. تتراوح نسبة تلك الرسوم من 0.5% إلى 1.45% حسب نوع البطاقة وقيمة السلعة أو الخدمة المُباعة.

## النسب والرسوم
يخضع الحساب التجاري إلى عدة أنواع من الرسوم، بعضها يتكرر بصفة دورية، والبعض الآخر يتكرر مع كل عملية شراء على صورة رسوم ثابتة أو نسبة من قيمة السلعة المُباعة. تُفرض بعض الرسوم من جانب مزود الحساب التجاري، لكن تمر معظم الرسوم المفروضة على السلع المباعة عن طريق مزود الخدمة إلى الجهة المانحة لبطاقة الائتمان طبقًا لجدول رسوم يُعرف برسوم التحويل، وهي رسوم مفروضة من قبل فيزا وديسكوفر وماستركارد. تختلف رسوم التحويل باختلاف نوع البطاقة وظروف المعاملة. فمثلًا إذا تمت المعاملة عن طريق سحب بطاقة الائتمان على جهاز قارئ البطاقات فستندرج المعاملة في فئة مختلفة عن المعاملات التي تتم عن طريق إدخال بيانات البطاقة يدويًا.

### نسب الخصم
تشمل نسبة الخصم عدة مستحقات ورسوم وهوامش ربحية ورسوم شبكية ينبغي على التاجر أن يسددها حتى يتمكن من استلام المدفوعات عن طريق بطاقات الائتمان وبطاقات الخصم المباشر. تمثل رسوم التحويل أكبر نسبة من بين جميع الرسوم والمستحقات. وعلاوة على ذلك تفرض جميع البنوك أو مزودي الخدمة رسومًا إضافية إلى جانب رسوم التحويل، وتجني ربحها عن طريق إضافة هامش ربحي على جميع الرسوم المذكورة بالأعلى. تتبنى البنوك ومزدو الخدمة عدة تسعيرات مختلفة لمحسابة التجار على الخدمات المُقدمة إليهم. وما يلي هو أكثر نظم التسعير شيوعًا:

#### تسعيرة ثلاثية المستوى
يتمتع هذا النظام بأعلى شعبية بين جميع النظم وهو أبسط نظام يمكن للتجار استيعابه، إن لم يكن أكثرهم شفافية كذلك. رغم ذلك تتزايد شعبية نظام التسعير ذو المستويات الستة الذي يتضمن عدة مستويات إضافية لتغطية بطاقات الخصم المباشر، وبطاقات الأعمال، والبطاقات الدولية. وفي حالة النظام ذي المستويات الثلاثة تنقسم المعاملات إلى 3 مجموعات (أو مستويات) وتخضع كل مجموعة منها إلى نسبة خاصة بها على أساس معيار مفروض على كل مستوى. ومن منظور التاجر قد يتسم هذا النظام ببعض العيوب، ومن بينها أن تلك المستويات تختلف من مزود خدمة إلى آخر، وبالتالي يتعذر على التاجر مقارنة أحد المستويات المقدمة من مزود إلى آخر بشكل مباشر.

#### المستوى الأول – النسب الاعتيادية
النسبة الاعتيادية هي النسبة التي ينبغي على التاجر سدادها في حالة قبول بطاقات الائتمان الخاصة بالزبائن وإدخالها بالطريقة التي يصفها مزود الحساب التجاري بأنها «اعتيادية» باستخدام جهاز قارئ بطاقات معتمد. تتميز معاملات المستوى الأول بأقل نسبة رسوم يتحملها التاجر عند قبوله بطاقات الائتمان. والنسبة الاعتيادية هي النسبة المُعلنة للتاجر عند سؤاله عن نظام التسعير.
تعتمد نسبة الرسوم على الطريقة التي يقبل بها التاجر معظم بطاقات الائتمان. فعلى سبيل المثال، في حالة التجارة عبر الإنترنت تخضع جميع التحويلات التي تتم عبر الإنترنت إلى النسب الاعتيادية، بينما في حالة تاجر التجزئة المحلي تُعتبر المعاملات التي تتم عن طريق سحب البطاقات بطريقة اعتيادية حصرًا معاملات اعتيادية.

#### المستوى الثاني – النسب شبه الاعتيادية
النسب شبه الاعتيادية هي النسبة المفروضة على التاجر عند قبول بطاقة ائتمان غير مستوفية لشروط المستوى الأول. قد يحدث ذلك لعدة أسباب مثل:
- إدخال بيانات البطاقة يدويًا عوضًا عن سحبها.
- إدخال بطاقة ائتمان من نوع خاص مثل بطاقات الأعمال أو بطاقات الجوائز.

النسب شبه الاعتيادية أعلى من النسب الاعتيادية، وقد تتسبب بعض معاملات المستوى الثاني في تكلفة زائدة على مزود الخدمة، لذا يلجأ المزود إلى فرض هامش ربحي على تلك الرسوم.
قد تصل رسوم استخدام بطاقات الجوائز إلى 40% من قيمة المعاملة، لذا يجب وضع التأثير المالي لتلك الرسوم في عين الاعتبار.

#### المستوى الثالث – النسب غير الاعتيادية
النسب غير الاعتيادية هي أعلى رسوم مفروضة على التاجر في حالة قبول بطاقة ائتمان. تندرج المعاملات التي لا تستوفي شروط المستوى الأول أو الثاني ضمن هذا التصنيف. قد يحدث ذلك لعدة أسباب مثل:
- إدخال بيانات البطاقة يدويًا دون التحقق من العنوان.
- إدخال بطاقة من نوع خاص مثل بطاقات الأعمال دون إدخال جميع البيانات اللازمة.
- عدم تسوية الحسابات اليومية من جانب التاجر في غضون المهلة المحددة (في حدود 48 ساعة من وقت التصريح).

قد ترتفع النسب غير الاعتيادية بشكل ملحوظ عن النسب الاعتيادية، وقد تكلف مزود الخدمة تكاليف إضافية لإجراء عملية التحويل، لذا يلجأ مزود الحساب التجاري إلى فرض هامش ربحي إضافي.